# Albert Sézary
Albert Sézary (Algeri, 26 dicembre 1880 – Parigi, 1º dicembre 1956) è stato un dermatologo francese noto per i suoi studi sulla sifilide.

## Biografia
Prestò servizio presso l'ospedale di Algeri (dal 1901) e di Parigi (dal 1905), dove collaborò con i neurologi Joseph Jules Dejerine e Fulgence Raymond e i dermatologi Lucien Jacquet ed Edouard Jeanselme. Conseguì il dottorato in medicina nel 1909 e dal 1919 al 1926 fu capo laboratorio nella clinica per malattie della pelle e sifilitiche presso l' Hôpital Saint-Louis. Nel 1927 divenne professore associato di malattie veneree e due anni dopo fu nominato chef de service all' Hôpitaux Broca e Saint-Louis.
Nel 1921 introdusse la combinazione di arsenico e bismuto per il trattamento della sifilide. Propose anche l'arsenico pentavalente come trattamento per la paresi generale da sifilide.

## Termini legati al suo nome
- "Cellule di Sézary": un linfocita T atipico che contiene vacuoli riempiti con mucopolisaccaride.[4]
- "Sindrome di Sézary": una forma di linfoma cutaneo a cellule T.[5] Una variante della micosi fungoide.[6]

## Opere selezionate
- Sur la pathogénie du tabes et des affections parasyphilitiques en général, 1909.
- Microbiologie de la syphilis, 1913.
- Nouvelle méthode de vaccination antityphoïdique, 1918.
- Précis de syphiligraphie et des maladies vénériennes (con Edouard Jeanselme), 1925.
- La syphilis du système nerveux: pathologie générale, thérapeutique et prophylaxie, 1938.
- Le traitement de la syphilis, 1930, 4ª edizione 1942.[7]